# Elda
Elda é um município da Espanha na província de Alicante, Comunidade Valenciana. Tem 45,79 km² de área e em 2021 tinha 52 551 habitantes (densidade: 1 147,7 hab./km²).